# محمد حزيم
محمد حزيم (1 أكتوبر 1951 - 4 مايو 2022)، هو ممثل جزائري من الفنانين البارزين في مجال الفن.

## حياته الفنية
ارتبط اسم محمد حزيم مع فرقة بلا حدود، التي اشتهرت بتمثيلياتها الفكاهية التي بثتها التلفزة الجزائرية في نهاية ثمانينيات القرن العشرين. بدأ مسيرته في المسرح مع فرقة مسرح العمال لوهران في بداية ثمانينيات القرن المذكور، وأدى معها العديد من الأدوار قبل أن يميل إلى المسرح الفكاهي مع الثنائي مصطفى وحميد.
اشتغل الفنان حزيم كثيرا في الفترة العصيبة التي مرت بها الجزائر في تسعينيات القرن العشرين، من خلال الجولات الفنية التي كانت تقام في مختلف أنحاء البلاد. كما مثّل في العديد من الأفلام الفكاهية التي أنتجتها التعاونيات الخاصة في وهران، إلا أنه كغيره من الفنانين وجد نفسه في مواجهة غياب التغطية الاجتماعية[بحاجة لمصدر].

## وفاته
توفي بوم الأربعاء 4 مايو 2022 الموافق 3 شوال 1443هـ عن 70 عاماً بالمستشفى العسكري الجهوي لوهران بعد معاناة مع مرض القلب قبل يوم من أن يسافر إلى أوروبا من أجل العلاج.

## أعماله
- 1988-1998 : بلا حدود
- 2004: طبیب بوسنیس
- 2008: Virus Au Chateau
- 2010: معاك يا لخضرا
- 2010: دار المكي
- 2011:  المتسولة
- 2011:  ليزميقري
- 2011: حراقة
- 2011: الطبيب
- 2011: التبذير
- 2011: حيدو ميدو
- 2012: عايلة هايلة
- 2012: بدون تاشيرة
- 2013: دار الجيران
- 2013: الفقير و الغني
- 2013-2016: بوضو
- 2014: النية و الحيلة
- 2018:  صفي وشرب
- 2019: مهمة بلا حدود